# Editorial Periférica
Editorial Periférica es una editorial española fundada en 2006 por Julián Rodríguez Marcos y Paca Flores. Con sede en la ciudad de Cáceres, consta de un catálogo de más de un centenar de títulos, fundamentalmente de literatura contemporánea. Su colección más importante es ‘Biblioteca portátil’, colección tanto de ficción como de ensayo.

## Historia
Periférica nació como editorial independiente en abril de 2006, de la mano de Julián Rodríguez Marcos. Como ellos, pronto nacieron en España otras editoriales independientes como Libros del Asteroide, Nórdica o Alpha Decay, con proyectos individuales o aprovechando la irrupción de las nuevas autoras y editoras en el campo editorial.
El nombre de la editorial procede del interés por mostrarse lejos del circuito de la cultura de masas, desde la periferia, del pensamiento y de la cultura, lejos de la gran ciudad. Entre sus primeros lanzamientos figura el primer libro de Yuri Herrera, Trabajos del reino (México: Tierra Adentro, 2004; reeditado en España por Periférica en 2008).

### Editores independientes
Editorial Periférica nace de una necesidad de editar con independencia de las grandes multinacionales del libro. Desde 2003, en España nacen una serie de editoriales independientes como Demipage (2003); La Bella Varsovia y Antígona (2004); Libros del Asteroide, Sexto Piso, Atalanta y Ediciones Alpha Decay (2005); Periférica y Nórdica (2006); Libros del Lince, Impedimenta y Fórcola (2007); Errata Naturae y Alfabia (2008); Capitán Swing y Blackie Books (2009); Malpaso Ediciones (2013); Stella Maris (2014).

## Autores
Entre los autores publicados figura una nómina tan variada como novedosa, entre los que destacan Yuri Herrera, Iván de la Nuez, Lorenza Mazzetti, Valentín Roma, Pedro G. Romero, George Sand, Marta Sanz, Giuseppe Scaraffia, Johanna Schopenhauer, Angelika Schrobsdorff, Salvador Seguí, Elizabeth Smart o Francisco Solano.

## Colecciones
- Biblioteca portátil: primera colección, selección de "clásicos modernos" como Rivarol, Constant, Vallès, Joubert, Galdós, Balzac, Gourmont, Fialho de Almeida...

- Pequeños tratados, creada en enero de 2007 y dedicada exclusivamente a publicar "no ficción" o crónicas, con títulos clásicos como Crónica de un tiempo perdido, Hacia el porvenir o Todo lo que quería decir sobre Gustave Flaubert, o recientes como Los Rolling Stones en Perú.

- Largo recorrido: creada en el segundo semestre de 2009, se centra en la literatura de los siglos XX y XXI, en ellas destacan clásicos recientes como Gordon Lish, Gianni Celati, Elizabeth Smart o Fogwill.

- La hora feliz, una colección creada, en parte, para luchar contra la anunciada "desmaterialización" del libro. Novelas ilustradas, novelas gráficas, álbumes de historietas, tiras cómicas, libros de arte... En La hora feliz la imagen convive con el texto, y en ella caben tanto propuestas más clásicas como obras verdaderamente nuevas.

- Coediciones Periférica & Errata Naturae

- Fuera de serie